# 八丈町立大賀郷中学校
八丈町立大賀郷中学校（はちじょうちょうりつおおがごうちゅうがっこう）とは、東京都八丈島八丈町に所在する公立中学校。

## 沿革
- 1947年（昭和22年） - 大賀郷村、三根村学校組合立富士中学校として開校。
- 1954年（昭和29年） - 大賀郷村立大賀郷中学校、三根村立三根中学校(現八丈町立富士中学校)としてそれぞれ独立。
- 1955年（昭和30年） - 現校名に改称。